# أخطاء مطبعية في الكتاب المقدس

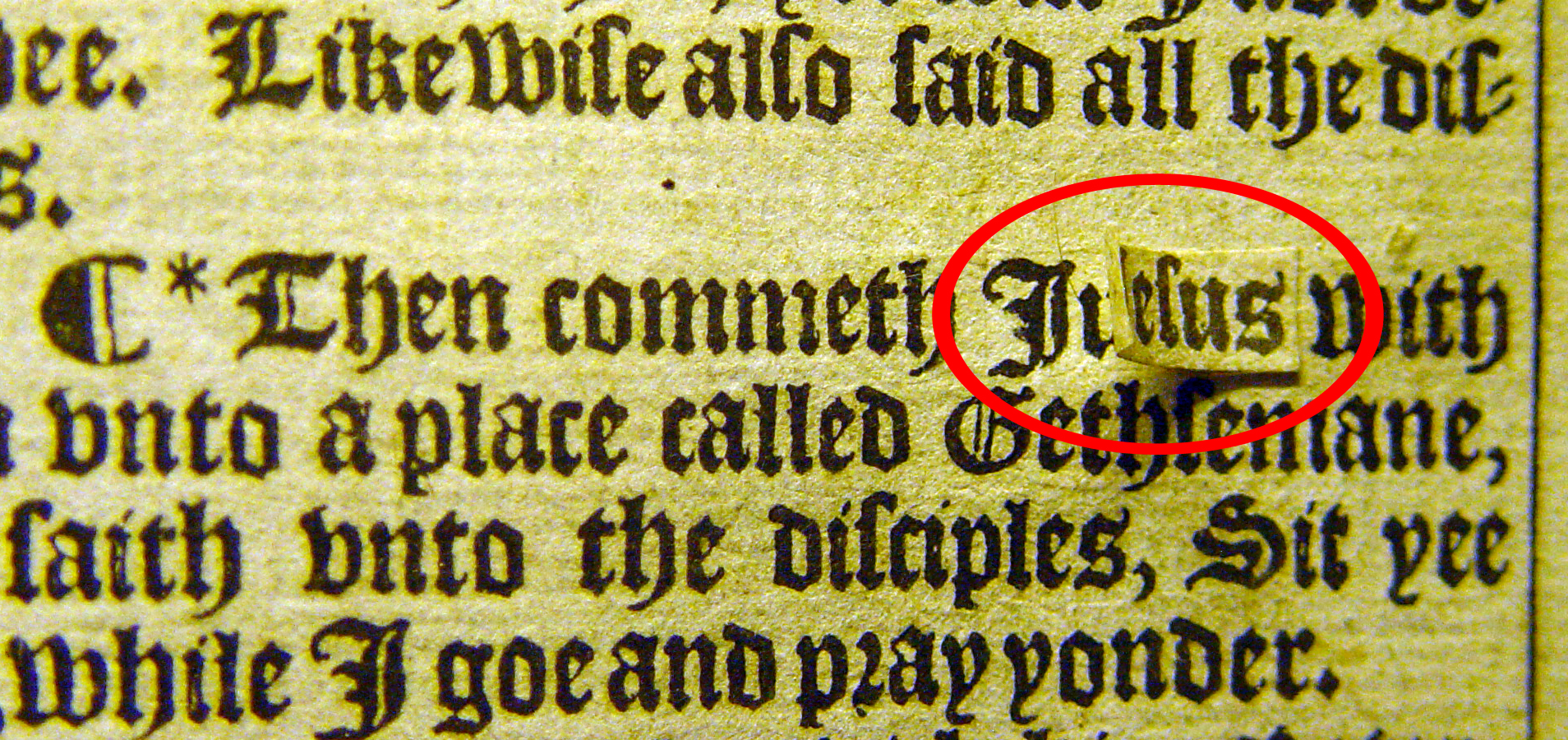
في إنجيل يهوذا، تظهر كلمة يهوذا Judas مكان كلمة المسيح Jesus.

على مر التاريخ، ظهرت أخطاء مطبعية في الكتاب المقدس (الإنجيل) بسبب سوء الترجمة أو السهو، ونشرت هذه الأخطاء في جميع أنحاء العالم.

## مخطوطة الكتاب المقدس
هناك عدد من الاختلافات بين النص والأناجيل المقبولة. بالنسبة إلى نسب يسوع الذي يبدأ الكلام عنه في إنجيل لوقا 3:23، في كتاب كيلز يتم ذكر سلف إضافي غير مذكور في إنجيل لوقا الأصلي.
في إنجيل متى 10:34 تكون الترجمة الإنجليزية للنص «لم أجئ رسولاً للسلام، بل سيفاً»، ولكن المخطوطة مكتوب فيها كلمة "gaudium" بمعنى «الفرح» حيث كانت ينبغي أن تكتب "gladium" بمعنى «السيف» وبالتالي تكون ترجمة النص في كتاب كيلز كالتالي «لم أجئ [فقط] رسولاً للسلام، ولكن للفرح أيضاً».

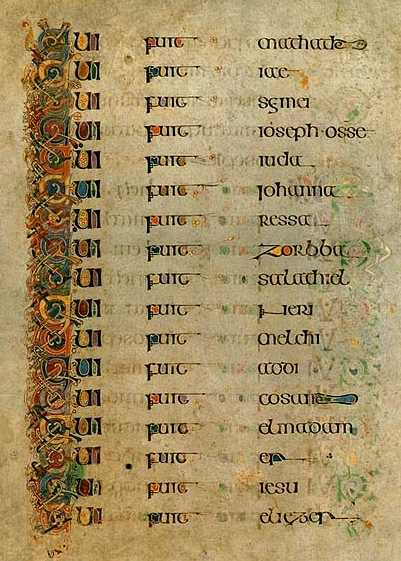
صفحة من نسب يسوع في كتاب كيلز

### الكتاب المقدس (نسخة الملك جيمس)

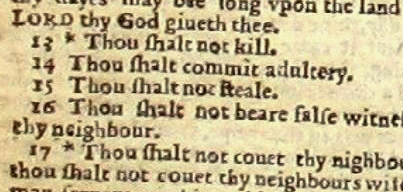
الكتاب المقدس يجعل سفر الخروج 20:14 «ازنِ» بدلاً من (لا تزن)

## وصلات خارجية
- The Examiner – Incidental Bible Facts – Charles A. Holt – Publisher: Truth & Freedom Ministry, Inc., Chattanooga, TN (USA)
- The New Schaff-Herzog – Bible Versions
- "Bibles With Misprints or Unusual Renderings"
- The History of the English Bible: Part I: From Wycliffe to King James
- Russell, Ray. "The Wicked Bibles" Theology Today, Vol. 37, No. 3, October 1980.
- William Rose Benét, The Reader's Encyclopedia, Thomas Y. Crowell Co., New York, 1965
- Searching for the Better Text: How errors crept into the Bible and what can be done to correct them Biblical Archaeology Society